# Сіріл Андресен
Сіріл Андресен (дан. Cyril Andresen, 23 листопада 1929 — 12 вересня 1977) — данський яхтсмен.
Срібний призер Олімпійських Ігор 1956 року в класі Дракон.